# Halichoeres chrysus
Espèce
Statut de conservation UICN

 LC  : Préoccupation mineure
Halichoeres chrysus, communément nommé labre canari est un poisson osseux de la famille des Labridae.

## Description
Le labre canari est un poisson de petite taille qui peut atteindre une longueur maximale de 12 cm.
Le corps est fin, relativement allongé, sa bouche est terminale et la teinte du corps est jaune citron avec quelques variantes en fonction des phases de maturité.
Les individus en phase juvénile et les femelles sexuellement immatures ont au niveau de la nageoire dorsale deux points noirs avec un ocelle blanc (le premier au début de la nageoire du côté de la tête et le second au centre de la nageoire) ainsi qu'un troisième point identique aux autres à la jonction entre le pédoncule caudal et la base de la nageoire caudale.
Les individus en phase initiale soit des femelles sexuellement matures et de jeunes mâles ne possèdent plus que les deux points de la nageoire dorsale.
Les mâles en phase terminale n'ont qu'un seul point noir avec ocelle blanc au début de la nageoire dorsale, un point juste en arrière de l’œil, et des lignes irrégulières verdâtres à rosâtres sur la tête.

## Distribution et habitat
Le labre canari est présent dans les eaux tropicales et subtropicales du centre du bassin Indo-Pacifique, soit de l'Île Christmas et l'Indonésie pour la partie occidentale de la zone, au sud du Japon pour la limite nord, et Rowley Shoals et la Nouvelle-Galles du Sud en Australie pour la limite sud; et les îles Salomon et Tonga pour la limite orientale,.
Ce labre vit en association avec les zones récifales et principalement en limite de ces dernières ainsi que sur les secteurs sablonneux et les éboulis et ce de la surface à 30 mètres de profondeur,.

## Biologie
Le labre canari vit en général en petits groupes. Son régime alimentaire est extrêmement varié, il mange tout ce qu'il lui est offert.
L'espèce est hermaphrodite successive de type protogyne (la femelle devenant mâle) comme beaucoup de membres de la famille des labres.

## Statut de conservation
L'espèce ne fait face à aucune menace importante en dehors de la collecte ciblée pour le marché de l’aquariophilie, elle est toutefois classée en « préoccupation mineure » (LC) par l'UICN.